# Schaatsen op de Olympische Winterspelen 2022 - 1500 meter mannen
De 1500 meter mannen op de Olympische Winterspelen 2022 werd op dinsdag 8 februari 2022 in de National Speed Skating Oval in Peking, China verreden.

## Tijdschema
| Datum      | Lokale tijd | MET   |
| ---------- | ----------- | ----- |
| 8 februari | 18:30       | 11:30 |

## Records
Records voor aanvang van de Spelen in 2022. 
| Titelhouder      | Kjeld Nuis    | Nederland        | 1:44,01 | Gangneung      | Olympische winterspelen 2018 | 13 februari 2018 |
| Wereldrecord     | Kjeld Nuis    | Nederland        | 1:40,17 | Salt Lake City | Wereldbekerfinale 2018/2019  | 10 maart 2019    |
| Olympisch record | Derek Parra   | Verenigde Staten | 1:43,95 | Salt Lake City | Olympische winterspelen 2002 | 19 februari 2002 |
| Baanrecord       | Ning Zhongyan | China            | 1:46,81 | Olympic Test   | Olympic Test                 | Olympic Test     |

## Statistieken

### Uitslag
| Plaats | Naam                     | Land             | Tijd    | Verschil |
| ------ | ------------------------ | ---------------- | ------- | -------- |
| Goud   | Kjeld Nuis               | Nederland        | 1:43,21 | BR       |
| Zilver | Thomas Krol              | Nederland        | 1:43,55 | + 0,34   |
| Brons  | Kim Min-seok             | Zuid-Korea       | 1:44,24 | + 1,03   |
| 4      | Peder Kongshaug          | Noorwegen        | 1:44,41 | + 1,20   |
| 5      | Connor Howe              | Canada           | 1:44,86 | + 1,65   |
| 6      | Joey Mantia              | Verenigde Staten | 1:45,26 | + 2,05   |
| 7      | Ning Zhongyan            | China            | 1:45,28 | + 2,07   |
| 8      | Sergei Trofimov          | Russische ploeg  | 1:45,32 | + 2,11   |
| 9      | Marcel Bosker            | Nederland        | 1:45,42 | + 2,21   |
| 10     | Seitaro Ichinohe         | Japan            | 1:45,53 | + 2,32   |
| 11     | Emery Lehman             | Verenigde Staten | 1:45,78 | + 2,57   |
| 12     | Allan Dahl Johansson     | Noorwegen        | 1:45,81 | + 2,60   |
| 13     | Bart Swings              | België           | 1:45,82 | + 2,61   |
| 14     | Daniil Aldoshkin         | Russische ploeg  | 1:46,33 | + 3,12   |
| 15     | Roeslan Zacharov         | Russische ploeg  | 1:46,46 | + 3,25   |
| 16     | Kristian Ulekleiv        | Noorwegen        | 1:46,56 | + 3,35   |
| 17     | Takuro Oda               | Japan            | 1:46,60 | + 3,39   |
| 18     | Dmitri Morozov           | Kazachstan       | 1:47,01 | + 3,80   |
| 19     | Cornelius Kersten        | Groot-Brittannië | 1:47,11 | + 3,90   |
| 20     | Wang Haotian             | China            | 1:47,13 | + 3,92   |
| 21     | Park Seong-hyeon         | Zuid-Korea       | 1:47,59 | + 4,38   |
| 22     | Tyson Langelaar          | Canada           | 1:47,81 | + 4,60   |
| 23     | Antoine Gélinas-Beaulieu | Canada           | 1:48,00 | + 4,79   |
| 24     | Haralds Silovs           | Letland          | 1:48,24 | + 5,03   |
| 25     | Alessio Trentini         | Italië           | 1:48,33 | + 5,12   |
| 26     | Peter Michael            | Nieuw-Zeeland    | 1:48,68 | + 5,47   |
| 27     | Lian Ziwen               | China            | 1:49,15 | + 5,94   |
| 28     | Casey Dawson             | Verenigde Staten | 1:49,45 | + 6,24   |
| 29     | Mathias Vosté            | België           | 1:49,93 | + 6,72   |

PR = persoonlijk record

### Startlijst
| Rit        | Binnenbaan           | Buitenbaan               |
| ---------- | -------------------- | ------------------------ |
| 1          | Peter Michael        | -                        |
| 2          | Haralds Silovs       | Antoine Gélinas-Beaulieu |
| 3          | Roeslan Zakharov     | Park Seong-hyeon         |
| 4          | Cornelius Kersten    | Marcel Bosker            |
| 5          | Dmitri Morozov       | Lian Ziwen               |
| 6          | Alessio Trentini     | Wang Haotian             |
| 7          | Daniil Aldoshkin     | Casey Dawson             |
| 8          | Mathias Voste        | Tyson Langelaar          |
| Dweilpauze |                      |                          |
| 9          | Emery Lehman         | Sergei Trofimov          |
| 10         | Thomas Krol          | Peder Kongshaug          |
| 11         | Kim Min-seok         | Kjeld Nuis               |
| 12         | Kristian Ulekleiv    | Bart Swings              |
| 13         | Seitaro Ichinohe     | Joey Mantia              |
| 14         | Takuro Oda           | Zhongyan Ning            |
| 15         | Allan Dahl Johansson | Connor Howe              |

## IJs- en klimaatcondities
| Tijd             | 18:30     | 19:00     | 19:22     | 19:50     |
| Paar             | 1         | 8         | 9         | 15        |
| Luchttemperatuur | 19,8°C    | 18,9°C    | 19,0°C    | 18,8°C    |
| IJstemperatuur   | -10,6°C   | -10,2°C   | -10,5°C   | -10,6°C   |
| Luchtvochtigheid | 20 %      | 20 %      | 20 %      | 20 %      |
| Luchtdruk        | 1.021 hPa | 1.021 hPa | 1.021 hPa | 1.021 hPa |

## Deelnemers

### Lotingsgroepen
| Groep | SOQC                                      | Nr. | Naam                     | Rit       |
| ----- | ----------------------------------------- | --- | ------------------------ | --------- |
| I     | 6 best gerangschikte deelnemers           | 1   | Joey Mantia              | 13 t/m 15 |
| I     | 6 best gerangschikte deelnemers           | 2   | Ning Zhongyan            | 13 t/m 15 |
| I     | 6 best gerangschikte deelnemers           | 3   | Connor Howe              | 13 t/m 15 |
| I     | 6 best gerangschikte deelnemers           | 4   | Allan Dahl Johansson     | 13 t/m 15 |
| I     | 6 best gerangschikte deelnemers           | 5   | Seitaro Ichinohe         | 13 t/m 15 |
| I     | 6 best gerangschikte deelnemers           | 6   | Takuro Oda               | 13 t/m 15 |
| II    | 7 tot nummer 12 gerangschikte deelnemers  | 7   | Kim Min-seok             | 10 t/m 12 |
| II    | 7 tot nummer 12 gerangschikte deelnemers  | 8   | Peder Kongshaug          | 10 t/m 12 |
| II    | 7 tot nummer 12 gerangschikte deelnemers  | 9   | Bart Swings              | 10 t/m 12 |
| II    | 7 tot nummer 12 gerangschikte deelnemers  | 10  | Thomas Krol              | 10 t/m 12 |
| II    | 7 tot nummer 12 gerangschikte deelnemers  | 11  | Kristian Ulekleiv        | 10 t/m 12 |
| II    | 7 tot nummer 12 gerangschikte deelnemers  | 12  | Kjeld Nuis               | 10 t/m 12 |
| III   | 13 tot nummer 18 gerangschikte deelnemers | 13  | Emery Lehman             | 7 t/m 9   |
| III   | 13 tot nummer 18 gerangschikte deelnemers | 14  | Daniil Aldosjkin         | 7 t/m 9   |
| III   | 13 tot nummer 18 gerangschikte deelnemers | 15  | Sergej Trofimov          | 7 t/m 9   |
| III   | 13 tot nummer 18 gerangschikte deelnemers | 16  | Tyson Langelaar          | 7 t/m 9   |
| III   | 13 tot nummer 18 gerangschikte deelnemers | 17  | Mathias Vosté            | 7 t/m 9   |
| III   | 13 tot nummer 18 gerangschikte deelnemers | 18  | Peder Kongshaug          | 7 t/m 9   |
| IV    | 19 tot nummer 24 gerangschikte deelnemers | 19  | Casey Dawson             | 4 t/m 6   |
| IV    | 19 tot nummer 24 gerangschikte deelnemers | 20  | Dmitri Morozov           | 4 t/m 6   |
| IV    | 19 tot nummer 24 gerangschikte deelnemers | 21  | Wang Haotian             | 4 t/m 6   |
| IV    | 19 tot nummer 24 gerangschikte deelnemers | 22  | Cornelius Kersten        | 4 t/m 6   |
| IV    | 19 tot nummer 24 gerangschikte deelnemers | 23  | Lian Ziwen               | 4 t/m 6   |
| IV    | 19 tot nummer 24 gerangschikte deelnemers | 24  | Marcel Bosker            | 4 t/m 6   |
| V     | overige deelnemers                        | 25  | Alessio Trentini         | 1 t/m 3   |
| V     | overige deelnemers                        | 26  | Peter Michael            | 1 t/m 3   |
| V     | overige deelnemers                        | 27  | Antoine Gélinas-Beaulieu | 1 t/m 3   |
| V     | overige deelnemers                        | 28  | Haralds Silovs           | 1 t/m 3   |
| V     | overige deelnemers                        | 29  | Park Seong-hyeon         | 1 t/m 3   |
| V     | overige deelnemers                        | 30  | -                        | 1 t/m 3   |

### Afmeldingen
Voor aanvang van de Winterspelen
- Quotaplek  Japan #3 (Ryota Kojima; geen limiettijd gereden) → vervangen door  China #3 (Lian Ziwen)
- Quotaplek  Duitsland #1 (Stefan Emele; niet voldaan aan de eisen van het Duits Olympisch Comité) → vervangen door  Canada #3 (Antoine Gélinas-Beaulieu)
- Quotaplek  Duitsland #2 (Moritz Klein; niet voldaan aan de eisen van het Duits Olympisch Comité) → vervangen door  Zuid-Korea #2 (Park Seong-hyeon)

Tijdens de Winterspelen
- Quotaplek  Polen #1 (Zbigniew Bródka)[2] → niet vervangen